# モグラライク
「モグラライク」は、PUFFYの20枚目のシングル。2006年4月12日にキューンレコードから発売された。

## 解説
- PUFFYデビュー10周年記念シングル第1弾。
- 奥田民生と甲本ヒロトに曲作りをそれぞれお願いしたところ、打ち合わせもなく全くの偶然でお互いがモグラについての楽曲を制作した。
- 「モグラライク」では、すべての楽器演奏を奥田民生が行っている。

## 収録曲
1. モグラライク
作詞・作曲・編曲：奥田民生
  - TBS系『2006年度ザ・プロ野球』テーマソング
  - TBS系『MLB主義』エンディングテーマ
2. モグラ
作詞・作曲：甲本ヒロト、編曲：上田ケンジ

## 収録アルバム
- Hit&Fun (#1)